# Torneo Godó 1976
Il Torneo Godó 1976 è stato un torneo di tennis giocato sulla terra rossa. È stata la 24ª edizione del Torneo Godó,
che fa parte del Commercial Union Assurance Grand Prix 1976. Si è giocato al Real Club de Tenis Barcelona di Barcellona in Spagna, dal 18 al 24 ottobre 1976.

## Campioni

### Singolare
Manuel Orantes ha battuto in finale  Eddie Dibbs con il punteggio di 6–1, 2–6, 2–6, 7–5, 6–4

### Doppio
Brian Gottfried /  Raúl Ramírez hanno battuto in finale  Bob Hewitt /  Frew McMillan con il punteggio di 7–6, 6–4